# Texquitote Primero
Texquitote Primero är en ort i Mexiko.   Den ligger i kommunen Matlapa och delstaten San Luis Potosí, i den sydöstra delen av landet, 210 km norr om huvudstaden Mexico City. Texquitote Primero ligger 259 meter över havet och antalet invånare är 772.
Terrängen runt Texquitote Primero är huvudsakligen kuperad, men österut är den platt. Runt Texquitote Primero är det ganska tätbefolkat, med 67 invånare per kvadratkilometer. Närmaste större samhälle är Tamazunchale, 4,4 km söder om Texquitote Primero. I omgivningarna runt Texquitote Primero växer huvudsakligen savannskog.